# Marta Avogadri
Marta Avogadri (Treviglio, 24 ottobre 1982) è un'ex velocista italiana.

## Biografia
Nel 1998 ha vinto un argento alle Gymnasiadi con la staffetta 4×100 m, ed ha gareggiato nella stessa manifestazione anche nei 200 m piani. Nel 2000 ha conquistato un quarto posto ai Mondiali juniores con la staffetta 4×100 m con il tempo di 44"89, record italiano juniores. L'anno seguente ha invece conquistato un quinto posto agli Europei juniores, sempre con la 4×100 m; agli Europei ha inoltre gareggiato anche nei 200 m piani, venendo eliminata in batteria.
Tra il 2002 ed il 2005 ha vinto 4 medaglie d'oro consecutive ai campionati italiani assoluti nella staffetta 4×100 m; nel 2002 ha vinto anche il titolo nazionale indoor nella staffetta 4×200 m.

## Palmarès
| Anno | Manifestazione    | Sede     | Evento      | Risultato | Prestazione | Note                                   |
| ---- | ----------------- | -------- | ----------- | --------- | ----------- | -------------------------------------- |
| 2000 | Mondiali juniores | Santiago | 4×100 m     | 4ª        | 44"89       | Miglior prestazione nazionale under 20 |
| 2001 | Europei juniores  | Grosseto | 200 m piani | Batteria  | 24"54       |                                        |
| 2001 | Europei juniores  | Grosseto | 4×100 m     | 5ª        | 45"40       |                                        |

## Campionati nazionali
1999
- Oro ai campionati italiani allievi indoor, 60 m piani - 7"67

2001
- 5ª ai campionati italiani assoluti, 200 m piani - 24"37
- 5ª ai campionati italiani assoluti indoor, 200 m piani - 24"94
- Oro ai campionati italiani juniores, 200 m piani - 24"57

2002
- Oro ai campionati italiani assoluti, 4×100 m - 45"52 (in squadra con Anita Pistone, Elena Sordelli e Manuela Levorato)
- Oro ai campionati italiani assoluti indoor, 4×200 m - 1'37"53
- Argento ai campionati italiani promesse, 200 m piani - 24"51
- 4ª ai campionati italiani universitari, 100 m piani - 12"39

2003
- Oro ai campionati italiani assoluti, 4×100 m - 45"41 (in squadra con Anita Pistone, Elena Sordelli e Manuela Levorato)
- Bronzo ai campionati italiani promesse, 200 m piani - 25"02

2004
- 4ª ai campionati italiani assoluti, 200 m piani - 24"56
- Oro ai campionati italiani assoluti, 4×100 m - 45"54 (in squadra con Anita Pistone, Elena Sordelli e Giulia Bossi)
- Bronzo ai campionati italiani promesse, 200 m piani - 24"92
- Bronzo ai campionati italiani promesse, 400 m piani - 56"68
- 4ª ai campionati italiani promesse indoor, 200 m piani - 25"71

2005
- Oro ai campionati italiani assoluti, 4×100 m - 45"73 (in squadra con Giulia Bossi, Elena Sordelli e Manuela Levorato)

2007
- Argento ai campionati italiani assoluti, staffetta 4x100 m - 46"89

2008
- Bronzo ai campionati italiani assoluti, staffetta 4x400 m - 3'47"19